# Drasteria albifasciata
Drasteria albifasciata är en fjärilsart som beskrevs av M.Gaede 1939. Drasteria albifasciata ingår i släktet Drasteria och familjen nattflyn. Inga underarter finns listade i Catalogue of Life.